# Хори
Хо́ри (від грец. χορός — «місце співаків») — відкрита верхня галерея всередині православної церкви, що розташовувалася над її західною частиною, іноді над бічними нефами (порівн. емпори у західноєвропейських церквах). Огороджувалася перилами і спочатку призначалася для вищих верств суспільства, пізніше — музикантів і півчих.
У залах приватних житлових будинків — хорами називали балкон чи галерею на колонах, арках, стовпах, які використовувались для глядачів або музикантів.

## Фотогалерея

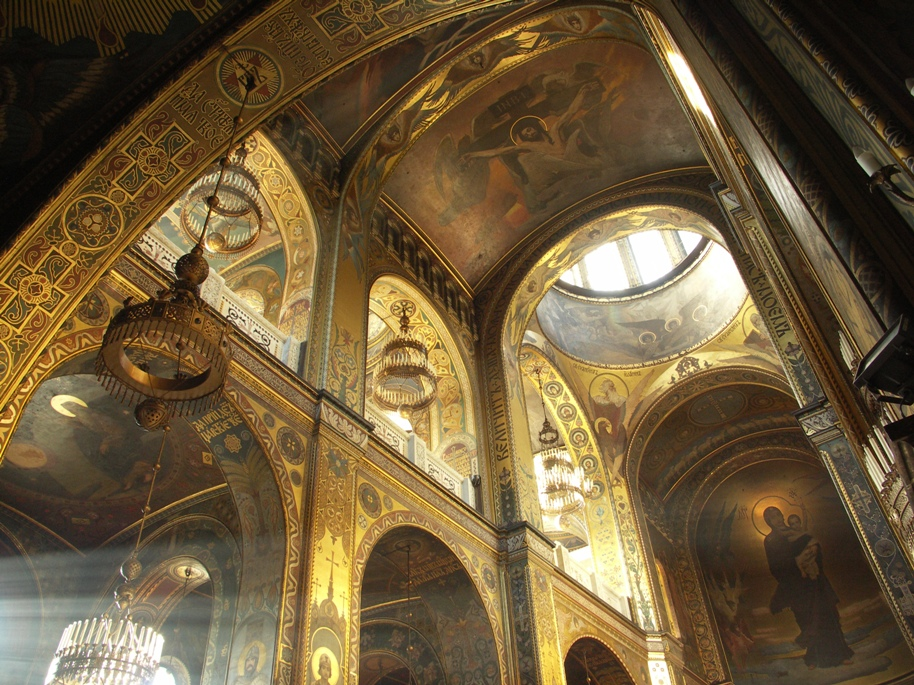
Володимирський собор (Київ). Хори, влаштовані над бічними нефами храму.
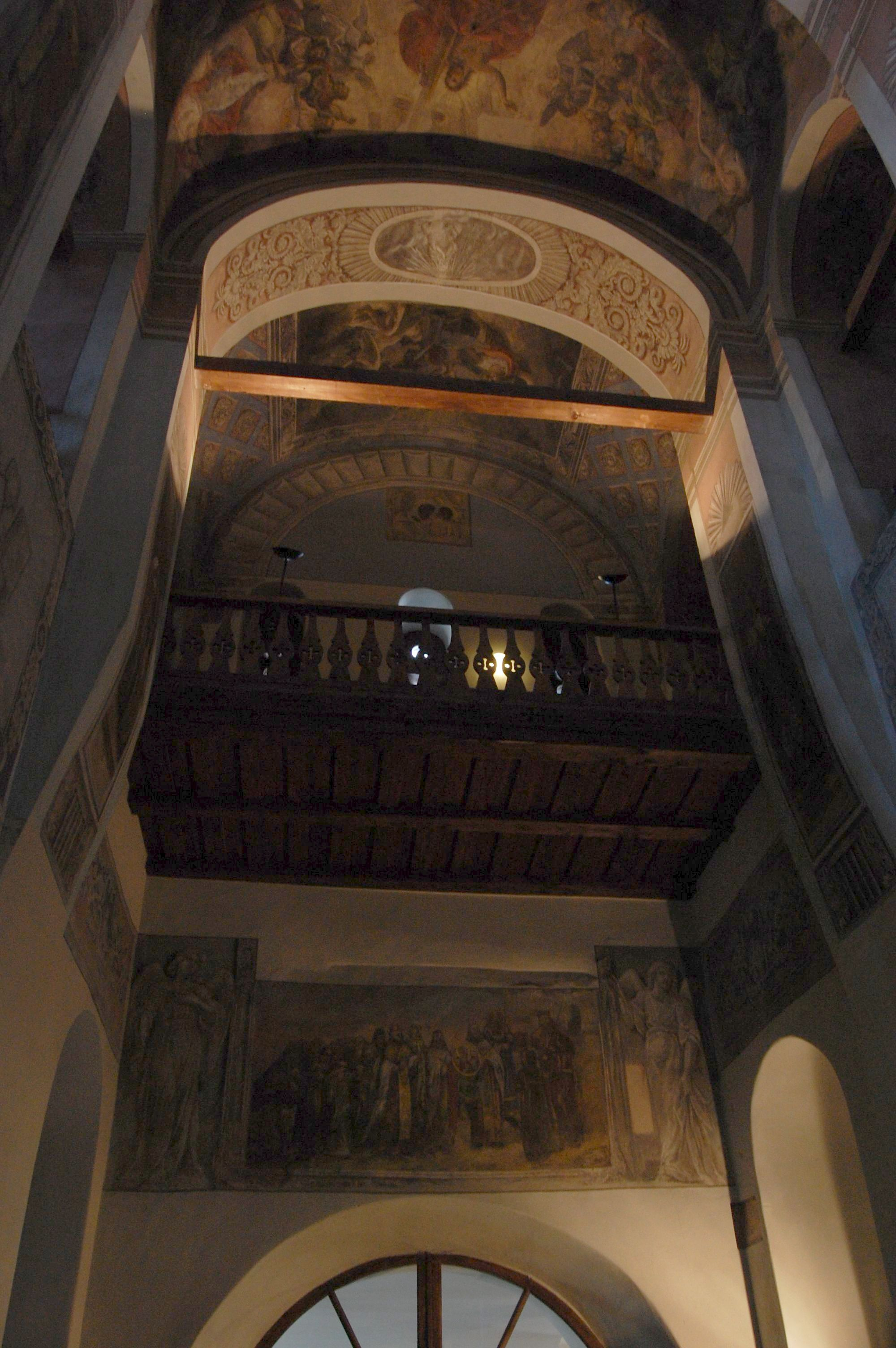
Николо-Дворищенский собор в Великому Новгороді. XII ст. Хори в задній частині храму.